# 4월 3일
4월 3일은 그레고리력으로 93번째(윤년일 경우 94번째) 날에 해당한다.

## 사건
- 801년 - 루도비쿠스 1세 피우스가 몇 달간의 포위 공격 끝에 무어인에게서 바르셀로나를 탈환하다.
- 1922년 - 이오시프 스탈린이 소비에트 연방 공산당 서기장이 되다.
- 1948년
  - 제주도에서 남조선로동당이 경찰서를 습격하면서 제주 4·3 항쟁이 시작되다.
  - 미국의 국무장관 조지 마셜이 제안한 제2차 세계 대전 이후의 유럽 부흥 계획인 마셜 플랜이 법률안으로 채택되다.
- 2008년 - 2007년 강화 총기 탈취 사건의 조영국 피고인에게 1심 군사법원이 사형을 선고했다.
- 2009년
  - 미국의 일자리가 3월에만 66만여 개 축소돼 실직률이 8.5%로 올랐다.
  - 프랑스 경찰이 나토 회의에 대항하는 시위자 300명을 체포했다.
  - 타이군과 캄보디아군의 무기고교환 과정에서 군인 4명이 숨졌다.
  - 미국 아이오와주 법원이 동성결혼을 허용했다.
  - 아일랜드의 수도 더블린의 서쪽인 클론달킨에서 40명 정도가 폭동을 일으켰다.
  - 뉴욕 빙엄톤에 있는 미국시민권협회(American Civic Association)에서 총격 사건이 일어나 13명이 죽고 4명이 부상했다. 범인은 총격 사건 직후 자살했다.

## 문화
- 1984년 - KBS 예능 프로그램 가족오락관 첫방송.
- 1995년 - KBS 제2FM 볼륨을 높여요 첫방송.
- 2008년 - 양준혁이 최초 통산 2,100안타라는 대기록을 세웠다.
- 2015년 - KBS의 세상은 넓다가 20년 만에 종영되었다.
- 2017년 - 세계에서 5번째로 높은 건물 롯데월드타워가 개장했다.
- 2021년 - 2021년 KBO 리그가 개막되었다.

## 탄생
- 1366년 - 잉글랜드의 왕 헨리 4세. (~1413년)
- 1783년 - 미국의 소설가 워싱턴 어빙. (~1859년)
- 1812년 - 벨기에의 국왕 루이즈 도를레앙. (~1850년)
- 1863년 - 벨기에의 건축가 앙리 반 데 벨데. (~1957년)
- 1880년 - 오스트리아의 사상가 오토 바이닝거. (~1903년)
- 1886년 - 폴란드의 철학자 브와디스와프 타타르키에비치.(~1980년)
- 1892년 - 베트남의 정치인 응우옌반쑤언. (~1989년)
- 1893년 - 영국의 배우 레슬리 하워드. (~1943년)
- 1905년 - 미국의 육군 중장 로버트 싱크. (~1965년)
- 1911년 - 중화인민공화국의 정치인 주덕해. (~1972년)
- 1913년 - 대한민국의 서양화가 김환기. (~1974년)
- 1920년
  - 대한민국의 정치인 박종진. (~1984년)
  - 러시아의 문학가 유리 나기빈. (~1994년)
  - 이란의 역사학자, 언어학자 에흐산 야르샤테르. (~2018년)
- 1922년 - 미국의 배우, 가수 도리스 데이. (~2019년)
- 1923년 - 대한민국의 가수 송민도. (~2023년)
- 1924년
  - 미국의 배우 말론 브랜도. (~2004년)
  - 소련의 군인 로자 샤니나. (~1945년)
- 1925년 - 영국의 정치인 토니 벤. (~2014년)
- 1928년 - 대한민국의 정치인 이윤학. (~2007년)
- 1929년 - 덴마크의 정치인 포울 슐뤼테르. (~2021년)
- 1930년 - 독일의 전 총리 헬무트 콜. (~2017년)
- 1934년 - 영국의 동물학자 제인 구달.
- 1937년 - 캐나다의 영화배우 로렌스 데인. (~2022년)
- 1939년 - 대한민국의 소설가 김문수. (~2012년)
- 1940년 - 미국의 배우 버트 영. (~2023년)
- 1942년 - 미국의 가수, 배우 웨인 뉴턴.
- 1946년
  - 폴란드의 정치가 한나 수호츠카.
  - 영국의 배우 니컬러스 존스.
  - 스페인의 배우 마리사 파레데스. (~2024년)
- 1949년 - 미국의 배우, 권투 선수 라일 알자도.
- 1953년 - 대한민국의 전 야구 선수, 현 야구 코치 계형철.
- 1954년 - 독일계 대한민국인 방송인 이참.
- 1955년 - 대한민국의 정치인 윤영.
- 1956년 - 대한민국의 전 야구 선수, 현 야구 코치 손상득.
- 1957년 - 폴란드의 총리 한나 수호츠카.
- 1958년
  - 미국의 배우 앨릭 볼드윈.
  - 대한민국의 희극인 정명재.
  - 대한민국의 아나운서 한광섭.
  - 대한민국의 정치인, 제47·48대 무안군수 김산.
- 1959년 - 대한민국의 배우 안승훈.
- 1960년 - 중국의 소설가 위화.
- 1961년 - 미국의 배우, 성우, 희극인 에디 머피.
- 1962년 - 프랑스의 펜싱 선수 소피 모르세피쇼.
- 1963년 - 대한민국의 교육인 전훈.
- 1966년  - 일본의 성우, 배우 토미나가 미나.
- 1967년
  - 대한민국의 법률가 진경준.
  - 루마니아의 영화감독 크리스티 푸이유.
- 1968년
  - 일본의 야구 선수 가네모토 도모아키.
  - 영국의 만화가 제이미 휼렛.
- 1969년 - 오스트레일리아의 배우 벤 멘덜슨.
- 1970년 - 대한민국의 가수 박지수.
- 1971년 - 대한민국의 교사 출신 정치인 정성국.
- 1972년 - 대한민국의 뮤지컬 배우 이건명.
- 1973년
  - 대한민국의 기자 김태욱.
  - 대한민국의 경상남도 김해시의원 이혜영.
  - 미국의 배우 애덤 스콧.
  - 일본의 배우 오오이즈미 요.
  - 잉글랜드의 배우 제이미 뱀버.
- 1975년
  - 대한민국의 전 야구 선수 손인호.
  - 일본의 야구 선수 다카하시 요시노부.
  - 일본의 야구 선수 우에하라 고지.
- 1976년
  - 대한민국의 배우 김보경. (~2021년)
  - 브라질의 축구 선수 이메르송.
- 1977년
  - 대한민국의 배우 김강현.
  - 스페인의 전 축구 선수 세사르 마르틴.
- 1978년
  - 대한민국의 배우 박시후.
  - 대한민국의 배우 강성훈.
- 1979년 - 오스트레일리아의 전 축구 선수 사샤 오그네노브스키.
- 1981년 - 미국의 배우 니콜라스 투치. (~2020년)
- 1982년
  - 대한민국의 가수 윤화재인.
  - 대한민국의 정치인 지성호.
  - 캐나다의 배우 코비 스멀더스.
  - 알제리의 배우, 댄서 소피아 부텔라.
- 1983년
  - 대한민국의 배구 선수 송병일.
  - 잉글랜드의 축구 선수 벤 포스터.
  - 대한민국의 성우 이재현.
  - 대한민국의 성우 김도담.
- 1984년 - 스위스의 바이애슬론 선수 셀리나 가스파린.
- 1985년
  - 대한민국의 축구 선수 심우연.
  - 영국의 가수 리오나 루이스.
  - 쿠바의 권투 선수 오스마이 아코스타.
  - 일본의 전 축구 선수 다카노 고헤이.
- 1986년
  - 미국의 배우 어맨다 바인스.
  - 대한민국의 희극인 최재원.
- 1987년
  - 대한민국의 가수, 뮤지컬 배우 박정민 (SS501).
  - 대한민국의 성우 김도영.
  - 대한민국의 배우 하준.
  - 대한민국의 축구 선수 김창훈.
  - 미국의 야구 선수 제이 브루스.
- 1988년 - 네덜란드의 축구 선수 팀 크륄.
- 1989년 - 대한민국의 가수 이정준.
- 1990년
  - 크로아티아의 축구 선수 로브레 칼리니치.
  - 네덜란드의 축구 선수 사리 판 페이넨달.
  - 일본의 축구 선수 기시다 쇼헤이.
- 1991년
  - 미국의 가수 헤일리 기요코.
  - 대한민국의 가수 표혜미. (나인뮤지스)
  - 대한민국의 가수 백승헌.
- 1992년
  - 일본의 가수 오오바 미나 (SKE48).
  - 일본의 가수 야마다 나나 (NMB48).
  - 일본의 배우 사노 가쿠.
- 일본의 축구 선수 마쓰자와 고키.
- 1993년
  - 대한민국의 가수 동우석.
  - 대한민국의 인터넷 방송인 이수날.
- 1994년 - 대한민국의 축구 선수 정승현.
- 1995년
  - 대한민국의 전 야구 선수 이태훈.
  - 프랑스의 축구 선수 아드리앵 라비오.
  - 프랑스의 펜싱 선수 사라 발제르.
  - 일본의 축구 선수 사와이 나오토.
- 1996년
  - 대한민국의 가수 서석진 (엔쿠스).
  - 대한민국의 연극 배우 윤종진.
  - 스페인의 축구 선수 파비안 루이스.
  - 중화민국의 체조 선수 리즈카이.
  - 독일의 배우 밀레나 차른트케.
- 1997년
  - 대한민국의 가수 키티.
  - 대한민국의 배우 김민주.
  - 브라질의 축구 선수 가브리에우 제주스.
  - 대한민국의 리그 오브 레전드 프로게이머 캐치.
  - 대한민국의 배우 이미소.
- 1998년
  - 팝의 황제 마이클 잭슨의 딸 패리스 잭슨.
  - 대한민국의 가수 성화. (에이티즈)
- 1999년
  - 대한민국의 래퍼 최하민.
  - 대한민국의 연극배우 윤종진.
  - 일본의 배우 아사카와 나나.
  - 일본의 가수, 배우, 아이돌 타카하시 카이토.
- 2000년
  - 대한민국의 야구 선수 김윤식.
  - 대한민국의 연합뉴스TV 기상 캐스터 조민주.
  - 이스라엘의 유도 선수 인바르 라니르.
- 2001년
  - 대한민국의 치어리더 김희연.
  - 일본의 가수 시타오 미우.
- 2002년 - 중국의 가수, 걸그룹 우안치.
- 2003년 - 미국의 배우 엘시 피셔.
- 2006년 - 대한민국의 가수 박시온.

## 사망
- 33년 - 기독교의 교주 예수. (기원전 4년~)
- 1882년 - 미국의 범죄자 제시 제임스. (1847년~)
- 1897년 - 독일의 작곡가 요하네스 브람스. (1833년~)
- 1945년 - 일본의 야구인 니시무라 유키오. (1910년~)
- 1946년 - 일본의 전범 혼마 마사하루. (1888년~)
- 1981년 - 대한민국의 경찰 출신 정치인 윤명운. (1911년~)
- 1996년 - 미국의 정치인, 아프리카계 미국인 최초의 상무 장관 론 브라운. (1941년~)
- 2016년
  - 대한민국의 쇼트트랙 선수 노진규. (1992년~)
  - 일본의 가수 와다 코지. (1974년~)
  - 이탈리아의 축구 선수, 축구 감독 체사레 말디니. (1932년~)
- 2018년 - 스웨덴의 싱어송라이터 릴밥스. (1938년~)
- 2021년
  - 캐나다의 경제학자 로버트 먼델. (1932년~)
  - 일본의 영화배우 타무라 마사카즈. (1943년~)
- 2022년
  - 브라질의 작가 리지아 파군지스 텔리스. (1918년~)
  - 미국의 야구 선수 토미 데이비스. (1939년~)
- 2023년 - 대한민국의 러시아문학자 박형규. (1931년~)
- 2024년
  - 헝가리의 축구 선수 뮐레르 샨도르. (1948년~)
  - 대한민국의 배우 송민형. (1954년~)
  - 영국의 영화배우 에이드리언 실러. (1964년~)
- 2025년 - 독일의 귀족 안드레아스 폰 작센코부르크고타 공작. (1943년~)

## 기념일 및 행사
- 4.3 희생자 추념일: 대한민국

## 같이 보기
- 전날: 4월 2일 다음날: 4월 4일 - 전달: 3월 3일 다음달: 5월 3일
- 음력: 4월 3일
- 모두 보기